# Dobczyce
Dobczyce este un oraș în Polonia.